# Dera Allah Yar
Dera Allah Yar (Urdu: ڈیرہ الله یار ) é uma cidade do Paquistão localizada no distrito de Jafarabad, província de Baluchistão.

## Demografia
- Homens: 19 640
- Mulheres: 17 624

(Censo 1998)